# 웃음충전소
《웃음충전소》는 KBS 2TV의 비공개 코미디 프로그램이다. 사회를 평가하고자 하는 기획의도가 보인 코믹 버라이어티 프로그램이다. 2006년 11월 22일에 첫 방영을 시작하였고 높은 시청률로 1년 남짓 방송하다가 2007년 8월 29일 종영했는데 "여성에 대한 성희롱이나 성추행에 가까운 태도를 웃음의 소재로 묘사하는 것은 국민들의 인권 감수성을 왜곡시킬 우려가 있으며 지나치게 폭력성과 가학성을 드러냈다"라는 혹평을 받아 민언련 주부모니터분과 선정 '2006년 10월~12월 불쾌방송'에 선정되는 불명예를 안았다.
폐지 직후 KBS의 비공개 코미디가 공백기에 들어갔다. 후에 《코미디쇼 희희낙락》이 뒤를 이었으며 해당 프로그램에 앞서 2005년 설 추석, 2006년 설 추석 특집 프로그램으로 편성된 <코미디쇼 7080>이 정규 편성에 실패했는데 이 프로그램에는 1990년대 초반 '맹구' 캐릭터로 인기를 끌었으나 1999년 개인사 때문에 일체의 활동을 접었던 이창훈, 90년대 말 코미디 프로그램이 침체기에 접어들자 연기자로 전향했던 임하룡, 목사가 된 김정식 등이 모습을 드러내지 않아 아쉬움이 컸다.

## 주요 코너
영화 타짜를 패러디한 하드코어 분장 대결 개그코너인 〈타짱〉이라는 코너와 노래를 부르다가 노래 가사에 따라 미션을 하는 코너인 〈막무가내 중창단〉이란 코너가 가장 인기가 있었다.

막무가내 중창단
미스터박
타짱
지친다지쳐
정의의 따귀맨
9시뉴스 타임머신
대안제국
김구라의 진실이 알고싶다
계층공감 올드&형님
타짱 시즌2
유세윤의 택시
BB물산
국민대토론 뜨거운 감자

## 결방
- 2007년 2월 28일 - 8시부터 올림픽 축구예선 <한국 VS 예멘> 중계 편성[9]
- 2007년 6월 6일 - 8시부터 올림픽 축구예선 <한국 VS UAE> 중계 편성[10]
- 2007년 8월 1일 - 뉴스 특보 편성